# Amfreville-la-Campagne
Amfreville-la-Campagne je naselje in občina v severnem francoskem departmaju Eure regije Zgornje Normandije. Naselje je leta 2006 imelo 896 prebivalcev.

## Geografija
Kraj leži v pokrajini Normandiji 31 km jugozahodno od Rouena.

## Uprava
Amfreville-la-Campagne je sedež istoimenskega kantona, v katerega so poleg njegove vključene še občine Le Bec-Thomas, Fouqueville, Le Gros-Theil, La Harengère, La Haye-du-Theil, Houlbec-près-le-Gros-Theil, Mandeville, La Pyle, Saint-Amand-des-Hautes-Terres, Saint-Cyr-la-Campagne, Saint-Didier-des-Bois, Saint-Germain-de-Pasquier, Saint-Meslin-du-Bosc, Saint-Nicolas-du-Bosc, Saint-Ouen-de-Pontcheuil, Saint-Pierre-des-Fleurs, Saint-Pierre-du-Bosguérard, La Saussaye, Le Thuit-Anger, Le Thuit-Signol, Le Thuit-Simer, Tourville-la-Campagne in Vraiville s 13.530 prebivalci.
Kanton Amfreville-la-Campagne je sestavni del okrožja Bernay.